# ケルビン川

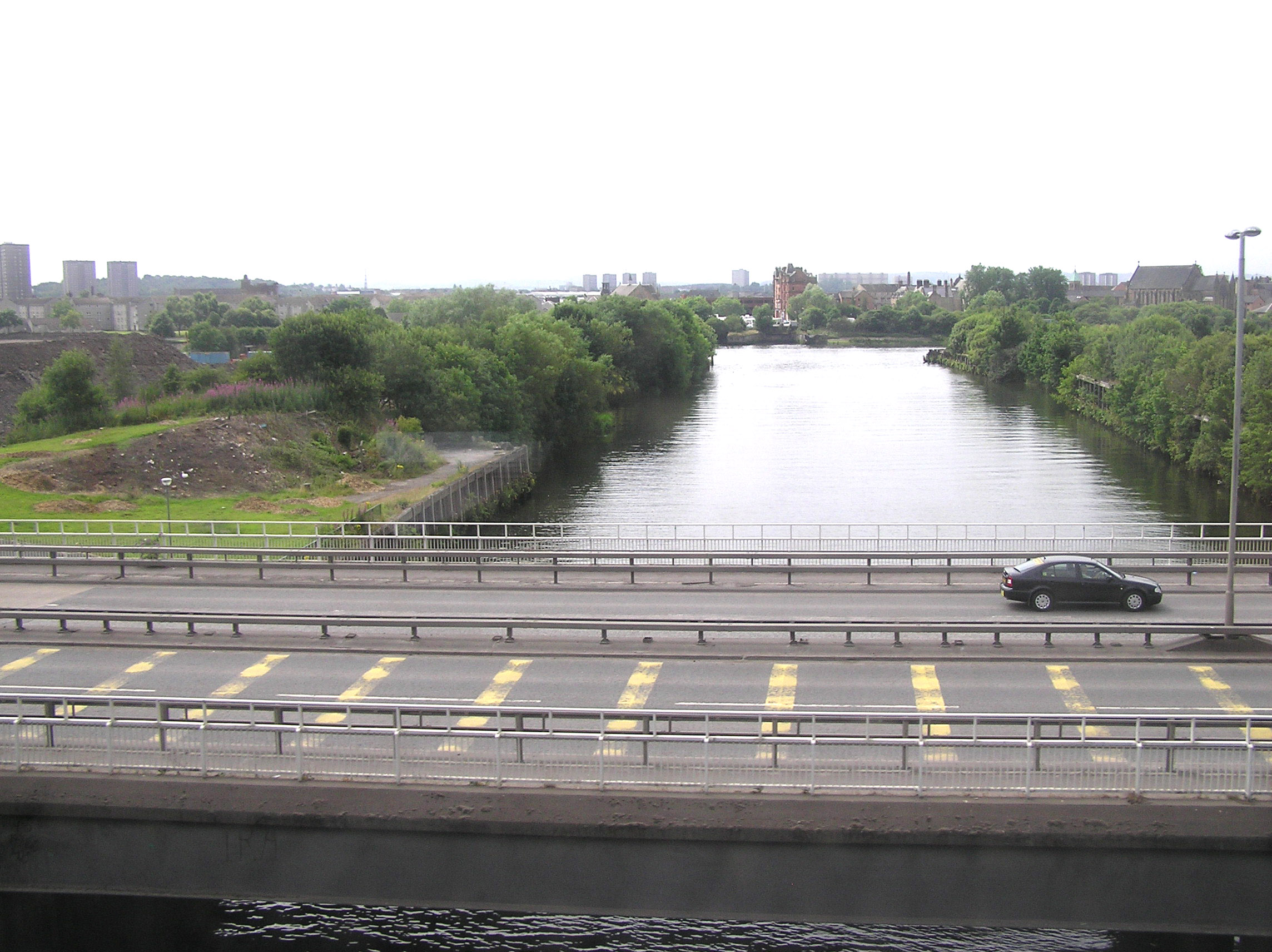
キルサイス高速道路の下を流れるケルビン川。奥はクライド川への合流点。

ケルビン川（英語: River Kelvin, スコットランド・ゲール語: Abhainn Cheilbhinn）は、スコットランドの川である。クライド川の支流であり、グラスゴーの北部・北東部を流れる。
グラスゴー大学はこの川沿いにある。この大学の教授で物理学者・工学者のウィリアム・トムソンが1892年に連合王国貴族に序され、この川の名前からとられた新たな爵位「ケルビン男爵」が創設された。温度の単位のケルビンはこの爵位名から取られたものであり、間接的にこの川の名前に由来する。

## 語源
「ケルビン」という名前は共通ブリソン語の *celeμïn に由来するものとみられ、ウェールズ語の同族語の celefyn は「茎」を意味する。あるいは、インド・ヨーロッパ語族の語根 *kl̥h1-（立ち上がる）のゼロ階級が関係している可能性がある。

## 流路
全長は約35キロメートルである。水源はキルサイスの東、バントン村の南東の湿原である。そこから南に流れて、デュラトゥール・ボグで人工の水路を通り、90度曲がってストラスケルビン谷を西に流れ、フォース・アンド・クライド運河と平行に沼の北の境界に沿って流れる。グラスゴー市内のヨークヒル・ベイスンでクライド川に合流する。

## 流域の動物
ストラスケルビン沿いには、野生のハイイロリス、 カササギ、アオサギ、カワガラス、カワウ、アオガラ、シジュウカラ、ズアオアトリ、タシギ、アカゲラ、クロウタドリ、ワキアカツグミ、ハシボソガラス、カワセミ、マガモ、カワアイサ、ノロジカ、アカギツネ、カワウソ、ミズハタネズミ、ミンク、ドブネズミなどが生息する。
水質改善が行われた結果、サケが遡上するまでになった。この川にはブラウントラウトも生息しており、許可を取得すれば、どちらの魚種も釣ることができる。

## 橋

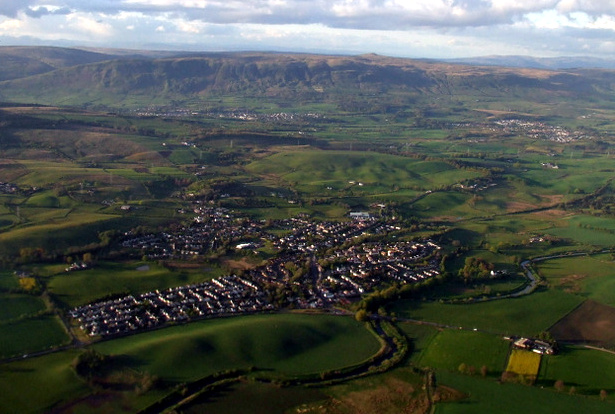
トーランス付近を流れるケルビン川

グラスゴー市内には、ケルビン川に架かるいくつかの橋がある。最も有名なのは、ウェスト・エンドのグレート・ウェスタン・ロードにあるグレート・ウェスタン・ブリッジである。この橋の下にはグラスゴー地下鉄のケルビンブリッジ駅があり、この一帯も「ケルビンブリッジ」と呼ばれている。その他に、バルミュルディのアントニヌスの長城近くの橋、ダンバートン・ロードのパーティック橋、クイーン・マーガレット・ドライブの橋、ハペニー橋、ケルビングローブ公園の敷地内の橋などがある。
フォース・アンド・クライド運河がこの川を横切る箇所にはケルビン水道橋がある。建設当時はイギリス最大だった。運河からあふれた水はケルビン川に流れるようになっている。